# Karuah-Nationalpark
Der Karuah-Nationalpark ist ein Nationalpark im Osten des australischen Bundesstaates New South Wales, 153 km nordöstlich von Sydney und 35 km nördlich von Newcastle. Er entstand im Juli 2007 aus der staatlichen Karuah Nature Reserve.
Der Nationalpark besteht aus einem größeren und fünf kleineren Teilgebieten in der Nähe der Little Swan Bay. Dort sind Eukalyptuswälder geschützt, insbesondere Corymbia makulata, Eucalyptus corymbia und  Eucalyptus blakella. Am Deep Creek und am Karuah River gibt es Mangroven. In den Wäldern findet man Wallabys, Koalas und Kängurus.